# Colonial Heights, Virginia
Colonial Heights, Virginia là một thành phố thuộc quận, tiểu bang Virginia, Hoa Kỳ. Thành phố có diện tích 20,24 km², dân số thời điểm năm 2010 theo điều tra của Cục điều tra dân số Hoa Kỳ là 17.411 người2.
Cục phân tích kinh tế kết hợp Thành phố thuộc địa thuộc địa (cùng với Thành phố Petersburg) với quận hạt Dinwiddie cho mục đích thống kê.
Colonial Heights nằm trong khu vực Tri-thành phố của Khu vực thống kê đô thị Richmond (MSA).